# Tiéndifarou
Tiéndifarou (auch: Tchandifarou, Tiandifaro, Tiéndi Farou) ist ein Dorf in der Landgemeinde Liboré in Niger.

## Geographie

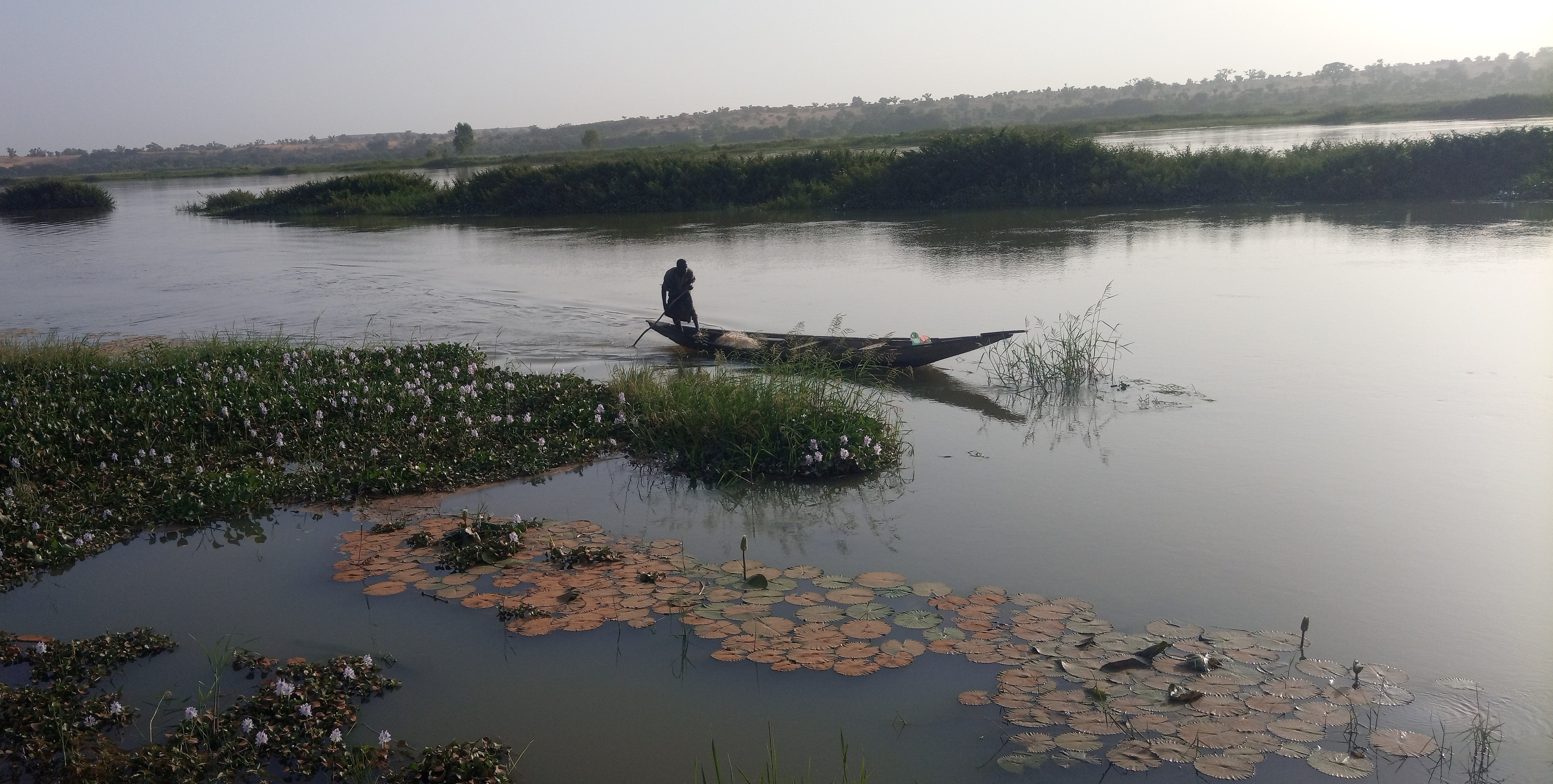
Eine Piroge am Fluss Niger bei Tiéndifarou (2022)

Das von einem traditionellen Ortsvorsteher (chef traditionnel) geleitete Dorf liegt am linken Ufer des Flusses Niger. Es schließt im Osten wie das Nachbardorf Tonko Bangou direkt an den Hauptort Liboré der gleichnamigen Landgemeinde an, die zum Departement Kollo in der Region Tillabéri gehört. Südlich von Tiéndifarou liegt die Siedlung Abada Goungou Sorkoydo.
Tiéndifarou ist Teil der Übergangszone zwischen Sahel und Sudan. Die durchschnittliche jährliche Niederschlagsmenge beträgt hier zwischen 500 und 600 mm.

## Geschichte
Bei einer Untersuchung im Jahr 1983 waren in Tiéndifarou und drei weiteren Siedlungen in der Nähe der Reisfelder von Liboré 89 Prozent von 217 Kindern im Alter von 10 bis 14 Jahren an Schistosomiasis erkrankt.

## Bevölkerung
Bei der Volkszählung 2012 hatte Tiéndifarou 405 Einwohner, die in 59 Haushalten lebten. Bei der Volkszählung 2001 betrug die Einwohnerzahl 1500 in 188 Haushalten und bei der Volkszählung 1988 belief sich die Einwohnerzahl auf 1127 in 193 Haushalten.

## Wirtschaft und Infrastruktur
Es gibt eine Schule im Dorf. Diese war in den 1970er Jahren an einem groß angelegten Schulfernsehen-Projekt beteiligt, aus dem das erste nationale Fernsehprogramm der staatlichen Rundfunkanstalt ORTN hervorging. Die kanadische Wohltätigkeitsorganisation Pencils for Kids erbaute wie in anderen Siedlungen in Liboré zwei Kindergärten aus Zement, nachdem 2021 bei einem Brand eines aus Stroh errichteten Kindergartens in Niamey 20 Kinder gestorben waren.
Am Ortsrand von Tiéndifarou verläuft die 101,2 Kilometer lange Nationalstraße 31 zwischen Niamey und Kirtachi. Die Straße ist in diesem Abschnitt asphaltiert.